# 神ジューデン
神ジューデン (かみジューデン) とは、ソフトバンクの端末における急速充電の名称、および同社の登録商標(登録番号6701908)。
神ジューデンに対応したスマートフォンを「神ジューデンスマホ」と呼び、シリーズとして展開している。

## 定義
ソフトバンクは、神ジューデンの定義を1～100％の充電時間が35分以下のものとしている。

## スマートフォン
神ジューデンスマホ一覧

### Xiaomi 12T Pro
シャオミが開発したスマートフォン。2022年12月16日にソフトバンクと各MVNO、オープンマーケット市場、で発売された。120W出力の充電が可能で、19分でバッテリーを満充電できる。SoCにはSnapdragon 8+ Gen 1を採用。

### OPPO Reno 10 Pro 5G
OPPOが開発したミドルレンジスマートフォン。2023年10月6日にソフトバンクとオープンマーケット市場で発売された。28分でバッテリーを満充電できる。SoCにはSnapdragon 778G 5Gを採用。4600mAhのバッテリーを搭載し、発売時のOSにはColorOS 13(Android 13ベース)をインストールしている。ソフトバンクは神ジューデンの名称を使用しているが、OPPOは同機種の急速充電を「フラッシュチャージ」と呼び、SUPERVOOCの技術を備えている。

### Xiaomi 13T Pro
2023年12月8日より、国内ではソフトバンクの他、各MVNO、オープンマーケット市場で販売予定。先代モデルの12T Proでアピールされていた19分での満充電に引き続き対応する。搭載されているSoCはDimensity 9200+で、5000mAhのバッテリーを内蔵している。

### motorola edge 50s Pro
motorolaが開発したスマートフォン。2024年7月12日にソフトバンクで発売された。SoCには、Snapdragon 7 Gen 3を搭載し、バッテリー容量は4500mAhである。125W充電で0%の状態から100%まで19分で充電する。

### Xiaomi 14T Pro
シャオミが開発したスマートフォン。2024年11月29日にソフトバンクで発売された。SoCには、MediaTek Dimensity 9300+を搭載。バッテリー容量は5000mAh。120W急速充電Xiaomiハイパーチャージで19分で1%から100%充電する。

## テレビCM

### 神ジューデン登場
2022年12月14日より放映開始された。吉沢亮と杉咲花を起用。内容は、朝に2人が起床したところスマートフォンの充電を忘れていたことに気付き、支度をしながらXiaomi 12T Proを充電していたら100%になる物語となっている。

### 神ジューデンVS亀ジューデン
2023年12月1日より放映開始された。吉沢亮と渡部陽一を起用。内容は、吉沢亮がわんこそばを神ジューデンの充電速度のように早く食べる一方、渡部陽一は亀ジューデン(充電速度が速くないスマートフォン)の充電速度のようにゆっくりと食べるという対比から、神ジューデンの機能性をアピールする物語となっている。CM内では吉沢亮が神ジューデンスマホとしてXiaomi 13T Proを持つものと、OPPO Reno 10 Proを持つものの両方のバージョンがある。

## WebCM

### 神ジューデンガール
2024年7月12日から公開された。乃木坂46の池田瑛紗と声優の岡本信彦、お笑いコンビ・真空ジェシカの川北茂澄、俳優の佐藤流司が出演した。「motorola edge 50s pro」のCM。スマホの中の世界で池田演じる“神ジューデンガール”がプラグとおはらい棒を合体させた武器で、敵を倒し、充電パワーを獲得。敵役の佐藤、ラスボスの川北を倒して、充電が100％になるというストーリー。

### 神ジューデンガール2
2024年11月29日から公開された。乃木坂46の池田瑛紗とホロライブ所属のVTuber・宝鐘マリンが出演した。「Xiaomi 14T Pro」のCM。スマホの中の世界で池田演じる“神ジューデンガール”が登場すると、その邪魔をするように宝鐘マリンが現れる。一触即発となるが、怨霊に取りつかれた“黄金電池”を見つけ、それを手に入れるために協力してミッションをクリアしていくストーリー。